# Coleção Rosa
Coleção rosa foi uma coleção de romances publicada pela Editora Saraiva, no Brasil, entre 1945 e 1966, e, assim como a Biblioteca das Moças era  especializada em literatura para o público feminino. A coleção era composta por cerca de 70 volumes, compreendendo romances de vários autores, geralmente mulheres, a grande maioria assinada por E. Marlitt e Hedwig Courths-Mahler. 

## LISTA DE VOLUMES
| nº | Ano  | Autor                                                                        | Título no Brasil                      | Título original                   | Tradutor                         | nº de páginas |
| -- | ---- | ---------------------------------------------------------------------------- | ------------------------------------- | --------------------------------- | -------------------------------- | ------------- |
| 1  | 1955 | Frances Sarah Moore, pseud. Elsie Frances Wilson Mack                        | O colar de esmeraldas                 | Of all our yesterdays             | Flávia de Barros                 | 203           |
| 2  | 1955 | Peggy O’More, pseud. Jeanne Bowman                                           | Sempre há uma esperança               | That girl                         | Jeannete Dente Melo Viana        | 230           |
| 3  | 1955 | Peggy Dern pseud. de Erolie Pearl Gaddis ou Peggy Gaddis                     | Romance no circo                      | Winter circus                     | Lília de Barros                  | 187           |
| 4  | 1957 | Phyllis Yahnke                                                               | Na noite tranquila                    | In the soft night                 | Flávia de Barros                 | 232           |
| 5  | 1950 | Kathlem Harris pseud. Adelaide Humphries                                     | A enfermeirinha provinciana           | Visiting nurse                    | Lília de Barros                  | 245           |
| 6  | 1950 | Peggy Gaddis pseud. de Erolie Pearl Gaddis ou Peggy Dern                     | Tudo que peço da vida                 | Young Doctor Merry                | Maslowa Gomes Venturi            | 229           |
| 7  | 1957 | Leslie Lynd                                                                  | Uma canção e dois amores              | The tender melody                 | Nair Lacerda                     | 260           |
| 8  | 1950 | Hedwig Courths-Mahler                                                        | O impossível amor                     | Was wird aus Lori?                | José Geraldo Vieira              | 255           |
| 9  | 1950 | Bette Allan pseud. de Elizabeth Ashley                                       | Alma de uma heroina                   | Doctor Paul                       | Nair Lacerda                     | 207           |
| 10 |      | Alice Rogers Hager                                                           | Janice, A aeromoça                    | Janice, Airline Hostess           | Maria de Lourdes Teixeira        | 222           |
| 11 | 1951 | Peggy Gaddis pseud. de Erolie Pearl Gaddis ou Peggy Dern                     | Não há maior amor                     | The girl next the door            | Nair Laerda                      | 228           |
| 12 | 1954 | Ann Carter                                                                   | Sombra do passado                     |                                   | Aldo Della Nina                  | 215           |
| 13 |      | Frances Sarah Moore, pseud. Elsie Frances Wilson Mack                        | Fim de primavera                      |                                   |                                  | 218           |
| 14 | 1950 | Roberta Cortland pseud. de Erolie Pearl Gaddis ou Peggy Dern ou Peggy Gaddis | O marido ideal                        | The marryin kind                  | Octávio Mendes Cajado            | 230           |
| 15 | 1950 | Myonne                                                                       | Flor da neve                          | Rose des neiges                   | Augusto Souza                    | 198           |
| 16 | 1955 | Bette Allan                                                                  | A Rosa de espinhos                    | Lilacs for the lady               | Aldo Della Nina                  | 184           |
| 17 |      | Myonne                                                                       | Primavera da vida                     | Miette el la vie                  | Isa Silveira Leal                | 174           |
| 18 | 1955 | Kathlem Harris pseud. de Adelaide Humphries                                  | A estrada da vida                     |                                   | Mariano Torres                   | 186           |
| 19 |      | Florence Sweet                                                               | Sentimentos estranhos                 | With all her heart                | Nair Lacerda                     | 208           |
| 20 | 1952 | Anna Franchi                                                                 | Voo de andorinhas                     | Flow of swallous                  | Otávio Mendes Cajado             | 267           |
| 21 | 1951 | Nell Marr Dean                                                               | Ladra de corações                     | Thief of hearts                   |                                  | 189           |
| 22 | 1965 | Hedwig Courths-Mahler                                                        | Contigo até a morte                   |                                   | Mariano Torres                   | 229           |
| 23 | 1950 | Hedwig Courths-Mahler                                                        | Acorda, Coração                       |                                   |                                  | 190           |
| 24 |      | Peggy O’More, pseud. Jeanne Bowman                                           | A felicidade não se compra            |                                   | Nair Lacerda                     |               |
| 25 | 1951 | Myonne                                                                       | Eternamente tua                       |                                   | Augusto Souza                    | 208           |
| 26 |      | Joaquim Manuel de Macedo                                                     | Nina                                  | original em Português             | original em Português            | 196           |
| 27 | 1951 | Eugenia Marlitt ou E. Marlitt                                                | A camponesa misteriosa                | Amtmanns Magd                     | Aldo Della Nina                  | 208           |
| 28 | 1952 | Jean de la Brète pseud. de Alice Charbonell                                  | Meu primeiro amor                     |                                   | Cleófano de Oliveira             | 188           |
| 29 | 1952 | Anne Tedlock Brooks                                                          | Fumaça sobre o rio                    | Smoke on the river                | Nair Lacerda                     | 289           |
| 30 | 1952 | Germaine Acremant                                                            | Xeque mate                            | Éches au roi                      | Ondina Ferreira                  | 223           |
| 31 |      | Laura Saunders                                                               | Solidão no paraíso                    | Never to be alone                 |                                  | 170           |
| 32 | 1952 | Eugênia Marlitt ou E. Marlitt                                                | Elisabete dos cabelos de ouro - vol 1 | Goldelse                          | Ondina Ferreira                  | 376           |
| 33 | 1952 | Eugênia Marlitt ou E. Marlitt                                                | Elisabete dos cabelos de ouro - vol 2 | Goldelse                          | Ondina Ferreira                  | 185           |
| 34 | 1952 | Anna Franchi                                                                 | Dádiva de amor                        | Gift of love                      | Nair Lacerda                     | 168           |
| 35 | 1952 | Frances Sarah Moore, pseud. Elsie Frances Wilson Mack                        | Desafio à mocidade                    |                                   |                                  | 197           |
| 36 | 1954 | Eugênia Marlitt ou E. Marlitt                                                | O segredo da solteirona - vol 1       | Das Geheimnis der Alten Mamsell   | Aldo Della Nina                  | 167           |
| 37 | 1954 | Eugênia Marlitt ou E. Marlitt                                                | O segredo da solteirona - vol 2       | Das Geheimnis der Alten Mamsell   | Aldo Della Nina                  |               |
| 38 | 1953 | Betty Blocklinger                                                            | Vale florido                          | Blossom Valley                    | Nair Lacerda                     | 195           |
| 39 | 1953 | Eugênia Marlitt ou E. Marlitt                                                | A dama dos rubis                      | Die Frau Mit Den Karfunkelsteinen | Aldo Della Niña                  | 204           |
| 40 | 1953 | Frances Sarah Moore, pseud. Elsie Frances Wilson Mack                        | Três mulheres e uma sombra            | The blue locket                   | Lygia Michel Kouri               | 190           |
| 41 | 1953 | Eugênia Marlitt ou E. Marlitt                                                | A casa dos mochos                     | Das Eulenhaus                     | Aldo Della Niña                  | 196           |
| 42 | 1953 | Claude Jaunière                                                              | A sexta janela                        | La Sixième fenêtre                | Augusto Souza                    | 225           |
| 43 | 1953 | Eugênia Marlitt ou E. Marlitt                                                | O barba azul                          | Blaubart                          | A.José Pinto de Carvalho         | 168           |
| 44 |      | Watkins E. Wright                                                            | O amor pode esperar                   | Love can wait                     | Lygia Michel Kouri               | 175           |
| 45 | 1950 | Eugênia Marlitt ou E. Marlitt                                                | Os doze apóstolos                     | Die Zwolf Apostel                 | José Pinto de Carvalho           | 129           |
| 46 |      | Kathlem Harris pseud. de Adelaide Humphries                                  | Primaveras perdidas                   | No other love                     | Gulnara Lobato de Morais Pereira | 195           |
| 47 |      | Eugênia Marlitt ou E. Marlitt                                                | A filha do mestre escola              | Schulmeisters Marie               | José Pinto de Carvalho           | 137           |
| 48 | 1954 | Cynthia Millburn pseud. de Anne Tedlock Brooks ou Ann Carter                 | Arco sem flecha                       | Bow without arrow                 | Isa Silveira Leal                | 162           |
| 49 | 1957 | Eugênia Marlitt ou E. Marlitt                                                | O Solar dos Schillings                | Im Schillingshot                  | Aldo Della Niña                  | 275           |
| 50 | 1950 | Margaretta Brucker                                                           | Equívoco sentimental                  | The birthday ball                 | Lígia Michel Kouri               | 204           |
| 51 | 1954 | Natalie Shipman                                                              | A tortura da dúvida                   | Follow Your Heart                 | Isa Silveira Leal                | 156           |
| 52 |      | Frances Sarah Moore, pseud. Elsie Frances Wilson Mack                        | Obbligato                             | Obbligato                         | Lygia Michel Konoi               | 181           |
| 53 | 1955 | Frances Sarah Moore, pseud. Elsie Frances Wilson Mack                        | Fronteiras ocultas                    | Hidden Boundary                   | Lygia Michel Kouri               | 170           |
| 54 |      | Eugênia Marlitt ou E. Marlitt                                                | A segunda mulher                      | Die Zweite Frau                   | Aldo Della Nina                  | 215           |
| 55 | 1950 | Alice Lent Covert                                                            | Revelação                             | Heart's Desire                    | Lygia Michel Kouri               | 152           |
| 56 | 1955 | Peggy Gaddis pseud. de Erolie Pearl Gaddis ou Peggy Dern                     | As leis do coração                    | Eillen Dugan                      | Lygia Michel Khouri              | 185           |
| 57 | 1955 | Hedwig Courths-Mahler                                                        | Como chorei por você                  | Ich Hab so Viel um Dich Geweint   | Aldo Della Nina                  | 168           |
| 58 | 1955 | Hedwig Courths-Mahler                                                        | Ansiedade                             | Des Herzens süsse not             | Aldo Della Nina                  | 183           |
| 59 | 1960 | Francesca Pilosio Lenardon                                                   | Casamento de amor                     | Matrimonio d'Amore                | Aldo Della Nina                  | 174           |
| 60 | 1955 | Isa Silveira Leal                                                            | A rainha do rádio                     | original em Português             | original em Português            | 157           |
| 61 | 1956 | Hedwig Courths-Mahler                                                        | À espera da felicidade                | Heimchen, wie lieb ich dich       | Aldo Della Nina                  | 161           |
| 62 | 1956 | Louisa May Alcott                                                            | Alma em flor                          | Rose in Bloom                     | Aldo Della Nina                  | 252           |
| 63 |      | Eugênia Marlitt ou E. Marlitt                                                | A condessa Gisela                     | Reichsgräfin Gisela               | Alberto Denis                    | 303           |
| 64 | 1957 | Eugênia Marlitt ou E. Marlitt                                                | Em casa do conselheiro                | Im Hause des Kommerzienrates      | Alberto Denis                    | 226           |
| 65 |      | Eugênia Marlitt ou E. Marlitt                                                | A princesinha do prado                | Das Heideprinzesschen             | A. Pinto de Carvalho             | 322           |
| 66 | 1958 | Annie Pierre Hot                                                             | O talismã                             | Le talisman                       | Isa Silveira Leal                | 182           |
| 67 | 1959 | Hedwig Courths-Mahler                                                        | A esposa ideal                        | Seine Frau                        | Alberto Denis                    | 175           |
| 68 | 1959 | Hedwig Courths-Mahler                                                        | Que é o amor                          | Was ist denn liebe?               | Alberto Denis                    | 159           |